# Gare d'Abeele
La gare d'Abeele (en néerlandais : Station Abele) était une gare ferroviaire frontalière, de la ligne 69 de Courtrai à Abeele (frontière) située près du village d'Abeele à Watou section de la ville de Poperinge, en région flamande, dans la province de Flandre-Occidentale.
Elle est mise en service en 1870 par la Société des chemins de fer de la Flandre-Occidentale (FO) et fermée en 1954, pour le service des voyageurs, et en 1970 pour celui des marchandises, par la Société nationale des chemins de fer belges (SNCB).

## Situation ferroviaire
Établie à 32 mètres d'altitude, la gare frontière d'Abeele était située au point kilométrique (PK) 48,0 de la ligne 69 de Y Courtrai à Abeele, entre les gares de Poperinge (gare belge toujours ouverte) et de Godewaersvelde (gare française fermée).

## Histoire
La gare d'Abeele est mise en service 10 juin 1870, par la Société des chemins de fer de la Flandre-Occidentale (FO), lorsqu'elle ouvre à l'exploitation la section de Poperinge à la frontière. La Compagnie FO met également en service le prolongement sur le territoire français jusqu'à la gare d'Hazebrouck : la ligne d'Hazebrouck à Boeschepe.
Pour cette ligne internationale la compagnie fait construire sur le même type deux gares frontières, celle d'Abeele en Belgique et celle de Godewaarsvelde en France. Il s'agit d'un important bâtiment comportant aux extrémités deux corps d'habitation à trois ouvertures et un étage utilisée pour les habitations du chef de gare et du receveur de la douane, la partie centrale à sept ouvertures contient les services voyageurs et douaniers.
Lors de la Première Guerre mondiale (1914-1918) la ligne entre Poperinge et Hazebrouck, étant située en arrière du front et établissant un lien entre les troupes françaises et le quartier général des troupes anglaises situé à Poperinge, est utilisée intensément par des convois militaire. Afin d'augmenter sa capacité de transport, l'armée installe une deuxième voie.
Après le conflit, la deuxième voie est démontée et la ligne retrouve un trafic transfrontalier mais d'intérêt local avec cinq trains quotidiens, quatre de voyageurs et un de marchandises. La concurrence des transports routiers finit par aboutir à la fermeture du trafic voyageurs entre Poperinge et Abeele le 8 octobre 1950. Néanmoins un trafic international de voyageurs se poursuit entre Abeele et Hazebrouck jusqu'au 23 mai 1954, entre Hazebrouck et Poperinge et donc à la gare d'Abeele. Le trafic marchandises perdure encore quelques années avant de fermer le 26 septembre 1970.
En 1972 la voie est démontée et la plateforme va être reconvertie en une voie routière. Le bâtiment est ensuite détruit. En 2007, il ne reste plus de trace de la gare si ce n'est les noms des voies puisque la Abelestationsplein (place de la gare) est située à proximité du croisement de la Abelestationsstraat (rue de la gare) et de la route N38 qui porte le nom de rue de la gare.

## Service des voyageurs
Gare fermée et détruite sur un tronçon désaffecté. La gare belge en service la plus proche est celle de Poperinge.